# Уоррен (округ, Пенсильвания)
Округ Уоррен (англ. Warren County) располагается в США, штате Пенсильвания. Официально образован 12 марта 1800 года. По состоянию на 2010 год, численность населения составляла 41 815 человек. Получил своё название в честь американского государственного деятеля Джозефа Уоррена.

## География
По данным Бюро переписи США, общая площадь округа равняется 2325 км², из которых 2288 км² суша и 37 км² или 1,60 % это водоемы.

### Соседние округа
- Шатокуа (Нью-Йорк) — север
- Каттарогус (Нью-Йорк) — северо-восток
- Мак-Кин (Пенсильвания) — восток
- Элк (Пенсильвания) — юго-восток
- Форест (Пенсильвания) — юг
- Венанго (Пенсильвания) — юго-запад
- Крофорд (Пенсильвания) — запад
- Эри (Пенсильвания) — запад

## Демография

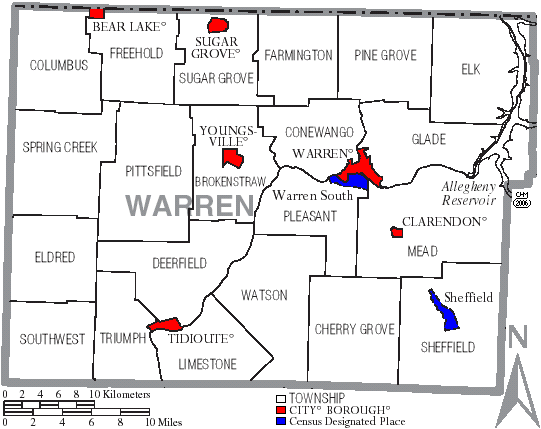
Географическая карта округа Уоррен (Пенсильвания). Города и боро отмечены красным, статистически обособленные области синим.

По данным переписи населения 2000 года в округе проживает 43 863 жителей в составе 17 696 домашних хозяйств и 12 121 семей. Плотность населения составляет 19 человек на км². На территории округа насчитывается 23 058 жилых домов, при плотности застройки 10 строения на км². Расовый состав населения: белые — 98,68 %, афроамериканцы — 0,21 %, коренные американцы (индейцы) — 0,19 %, азиаты — 0,27 %, гавайцы — 0,02 %, представители других рас — 0,12 %, представители двух или более рас — 0,52 %. Испаноязычные составляли 0,34 % населения независимо от расы.
В составе 29,80 % из общего числа домашних хозяйств проживают дети в возрасте до 18 лет, 56,10 % домашних хозяйств представляют собой супружеские пары проживающие вместе, 8,40 % домашних хозяйств представляют собой одиноких женщин без супруга, 31,50 % домашних хозяйств не имеют отношения к семьям, 27,20 % домашних хозяйств состоят из одного человека, 12,20 % домашних хозяйств состоят из престарелых (65 лет и старше), проживающих в одиночестве. Средний размер домашнего хозяйства составляет 2,42 человека, и средний размер семьи 2,93 человека.
Возрастной состав округа: 24,10 % моложе 18 лет, 6,40 % от 18 до 24, 27,00 % от 25 до 44, 25,90 % от 45 до 64 и 16,70 % от 65 и старше. Средний возраст жителя округа 40 лет. На каждые 100 женщин приходится 96,20 мужчин. На каждые 100 женщин старше 18 лет приходится 92,80 мужчин.